# Челядинов, Дмитрий Алексеевич
Дмитрий Алексеевич Челядинов (1 ноября 1913 — 5 января 1944) — командир батареи 28-го отдельного истребительно-противотанкового дивизиона 383-й стрелковой дивизии Отдельной Приморской армии, старший лейтенант. Герой Советского Союза.

## Биография
Родился 1 ноября 1913 года в станице Лабинская ныне Краснодарского края. В 1926 году вместе с семьёй переехал в Баку. Работал токарем в тресте «Техника безопасности». Учился в Азербайджанском фармацевтическом институте. Занимался тренерской работой в спортивном обществе «Спартак».
В апреле 1941 года призван в Красную армию и направлен курсантом в Бакинское военное пехотное училище. Участвовал в боях на Киевском направлении, защищал Северный Кавказ. Был дважды ранен. В одном из боёв за город Керчь 5 января 1944 года артиллерист погиб.
Указом Президиума Верховного Совета СССР от 16 мая 1944 года за образцовое выполнение боевых заданий командования и проявленные при этом мужество и героизм старшему лейтенанту Челядинову Дмитрию Алексеевичу присвоено звание Героя Советского Союза (посмертно).

## Память
В 1975 году в честь героя село Челябинцево Ленинского района Крымской области было переименовано в Челядиново.